# Семунино
Семунино — деревня в Рамешковском районе Тверской области.

## География
Находится в восточной части Тверской области на расстоянии приблизительно 23 км на юго-восток по прямой от районного центра поселка Рамешки.

## История
Известно с 1627—1629 годов как пустошь Семынено вотчины Кириллова монастыря, что на Белом озере. В книге 1646—1647 годах упоминается, что в деревне 2 двора. В 1859 году в русской казенной деревне деревне Семунино было 17 дворов, в 1887 — 38, в 1936 — 37, в 1989 — 29, в 2001 — 25 домов местных жителей и 19 домов — собственность наследников и дачников. В советское время работали колхозы «Ударник» и им. Калинина. До 2021 входила в сельское поселение Ведное Рамешковского района до их упразднения.

## Население
Численность населения: 167 человек (1859 год), 219 (1887), 195 (1936), 63 (1989), 60 (русские 93 %) в 2002 году, 48 в 2010.